# Hagenburger Moor
Der Hagenburger Moor ist ein südliches Randmoor des Steinhuder Meeres und ist aus dessen randlicher Verlandung hervorgegangen.  Es liegt auf dem Gebiet der niedersächsischen Stadt Wunstorf und ist zur Gänze Naturschutzgebiet.
Das Moor liegt im Naturpark Steinhuder Meer, dem die Koordination landschaftskultureller Aspekte wie Erholungsnutzung, Naturschutz oder Landwirtschaft obliegt.

## Charakteristika
Die ostwestlich verlaufende Niederung des Steinhuder Meeres weist in Seenähe großflächige Moore auf. Der östliche Teil ist nahezu vollständig als Hochmoor entwickelt (Totes Moor), im Westteil, dem Meerbruch, dominieren Niedermoore, die weitgehend in Grünland umgewandelt worden sind. Hier weist nur der südöstlichste Teil nördlich des nahen Fleckens Hagenburg Hochmoorbereiche auf, neben Nieder- und Zwischenmoorflächen. Auf den Niedermoorstandorten des Hagenburger Moores wachsen ausgedehnte Erlen-Birken-Bruchwälder, die entwässerten Hochmoorstandorte, in denen alte Handtorfstiche zu finden sind, werden von Birken-Kiefern-Moorwald und Pfeifengraswiesen geprägt. Vereinzelt sind auch Wollgras-Torfmoos-Schwingrasen zu finden.
Das Moor entwässert über Gräben wie den Hagenburger Kanal zum Steinhuder Meer oder über den Südbach (südlicher Randkanal des Steinhuder Meeres) direkt zum Meerbach.

## Naturschutz
Das Hagenburger Moor ist ein ehemaliges Naturschutzgebiet. Es ist circa 200 Hektar groß und trug das Kennzeichen NSG HA 027. Das ehemalige Naturschutzgebiet war nahezu vollständig Bestandteil des FFH-Gebietes Steinhuder Meer (mit Randbereichen) und des EU-Vogelschutzgebietes Steinhuder Meer. Im Süden und Westen grenzte es an das Naturschutzgebiet Meerbruchswiesen, im Nordwesten an das Naturschutzgebiet Meerbruch. Das Gebiet stand seit dem 5. Juli 1962 unter Naturschutz und war damit das älteste Naturschutzgebiet am Steinhuder Meer. Zum 10. Dezember 2020 ging es im neu ausgewiesenen Naturschutzgebiet Westufer Steinhuder Meer auf. Zuständige untere Naturschutzbehörde war die Region Hannover.